# Sankta Maria Magdalena ortodoxa katedral
Sankta Maria Magdalena ortodoxa katedral (polska: Cerkiew Metropolitarna Świętej Równej Apostołom Marii Magdaleny) är en polsk-ortodox katedral belägen i stadsdelen Praga i Polens huvudstad, Warszawa. 
Katedralen tillhör Warszawas och Bielsks stift och är huvudkyrkan för den Polsk-ortodoxa kyrkan.

## Historik
Grunden lades den 14 april 1867 och katedralen invigdes den 29 juni 1869.

## Bilder

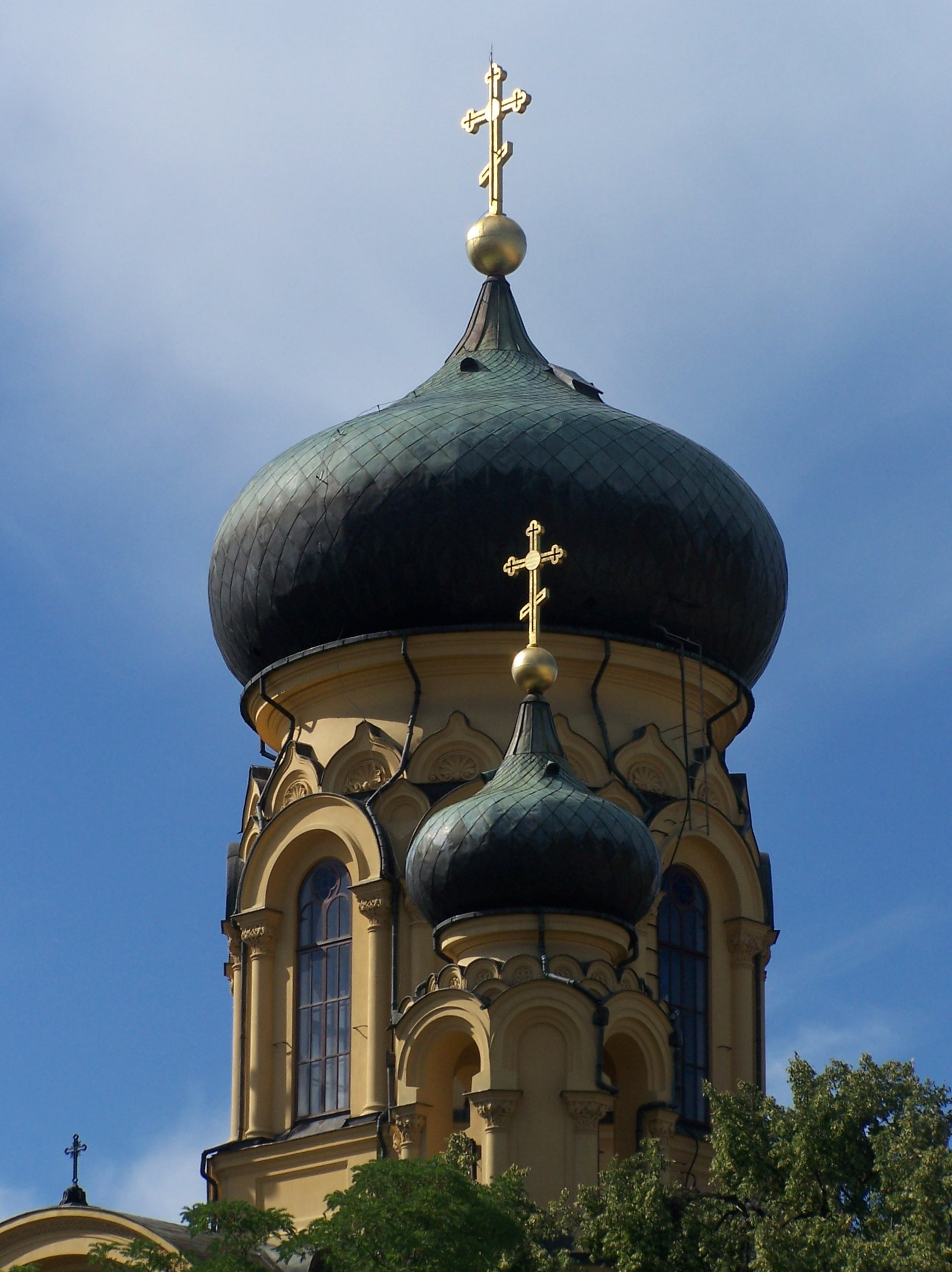
Närmare bild på två av katedralens kupoler, med ortodoxa kors på.
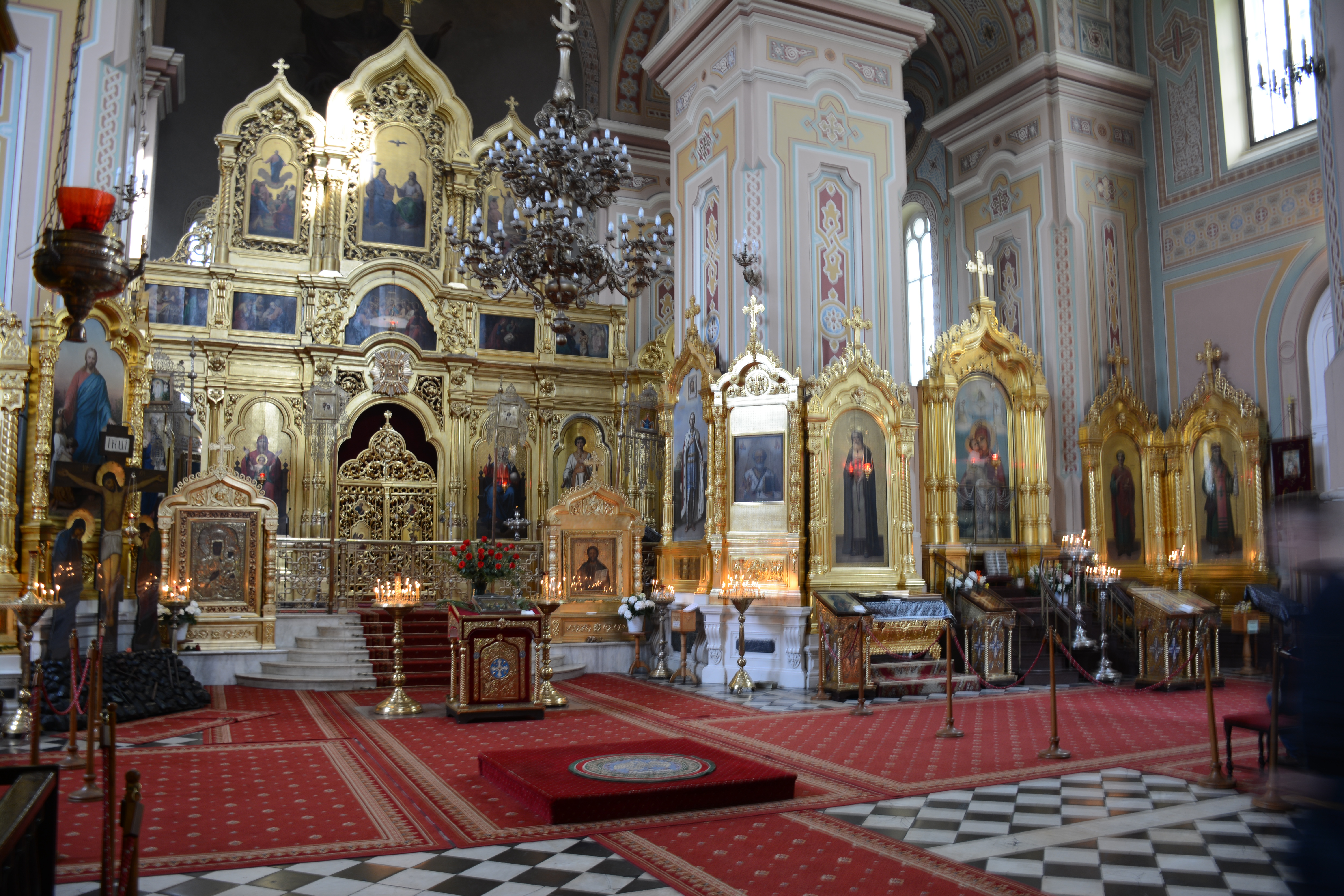
Katedralens interiör mot ikonostasen.
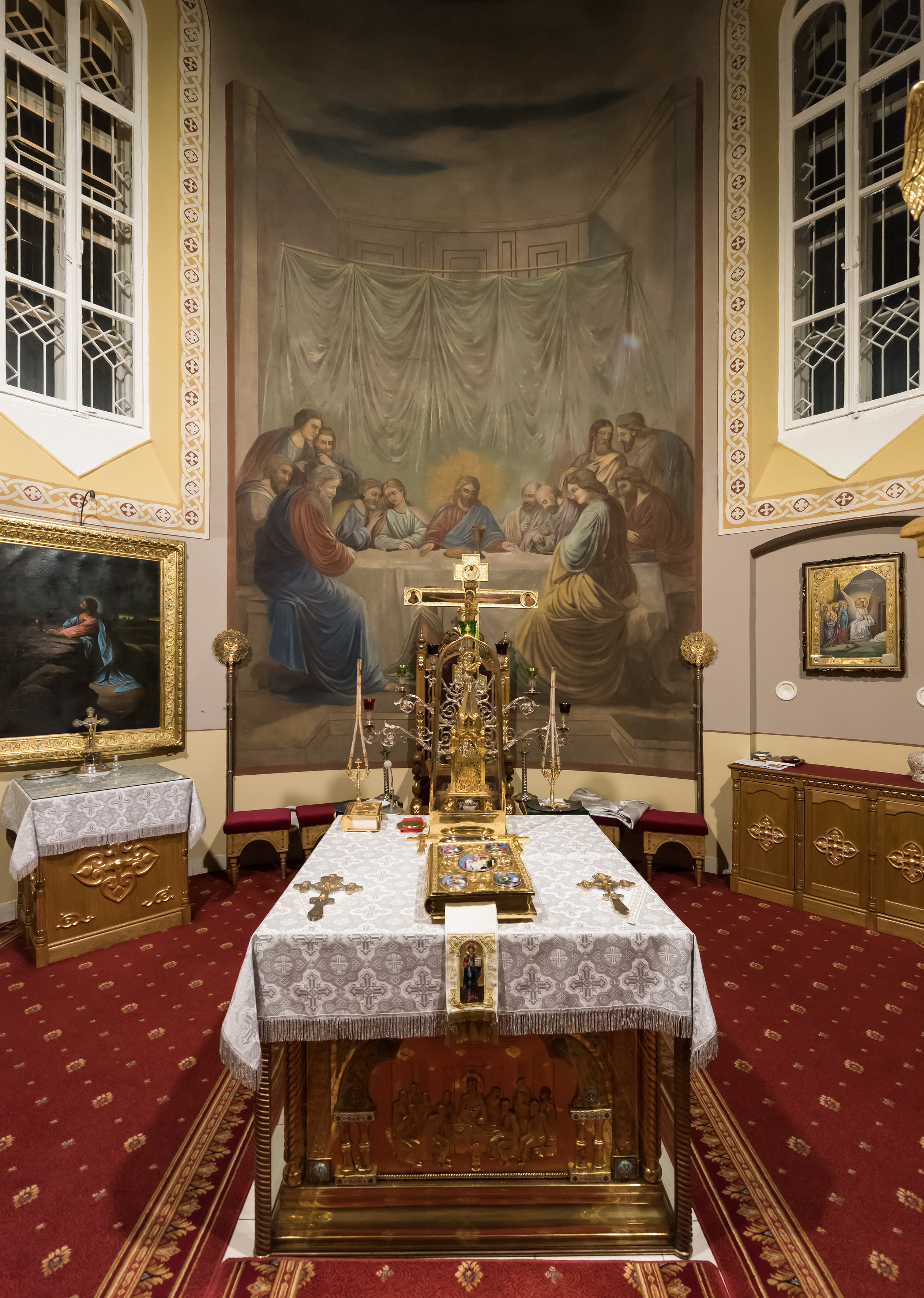
Altaret.
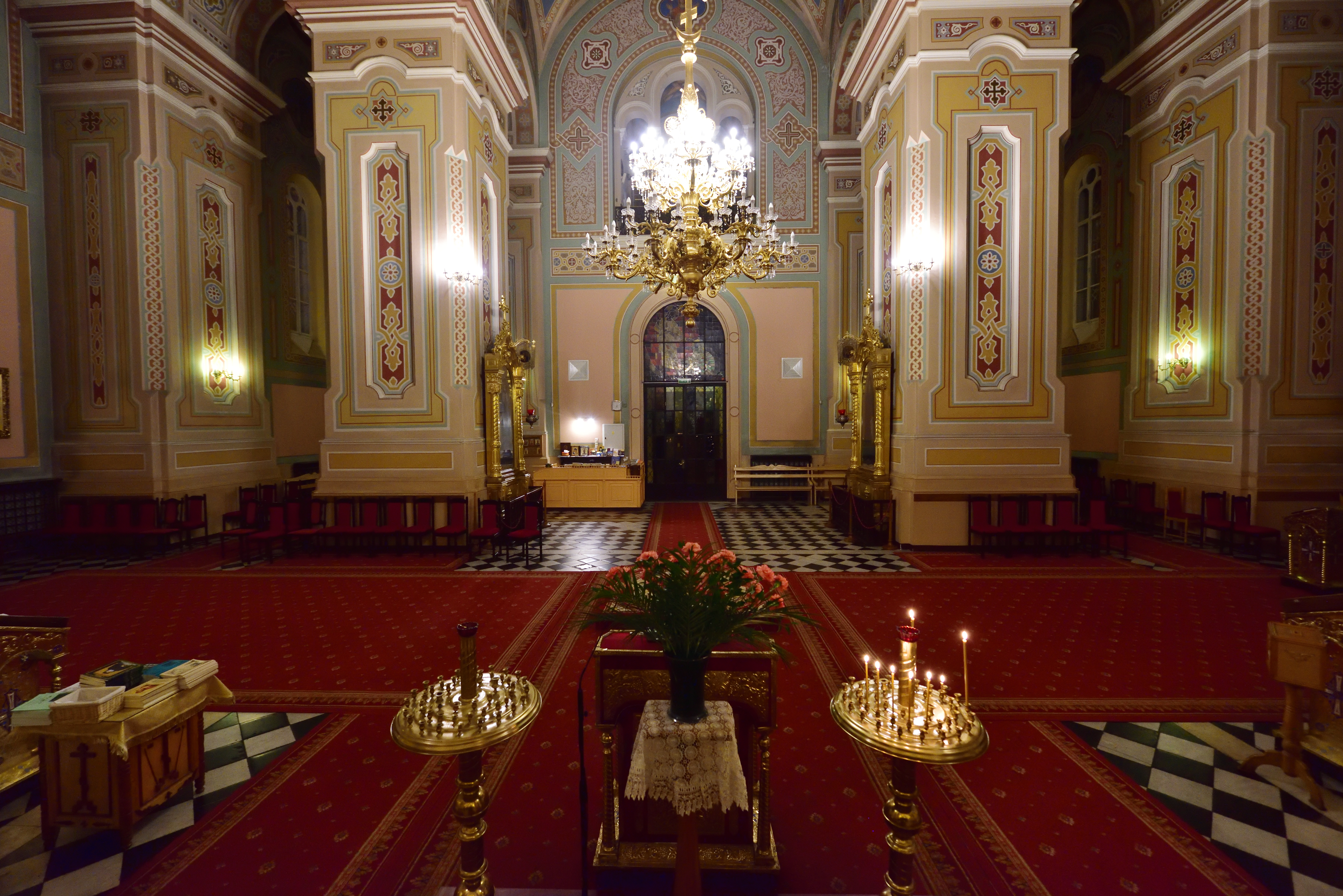
Interiören mot utgången.
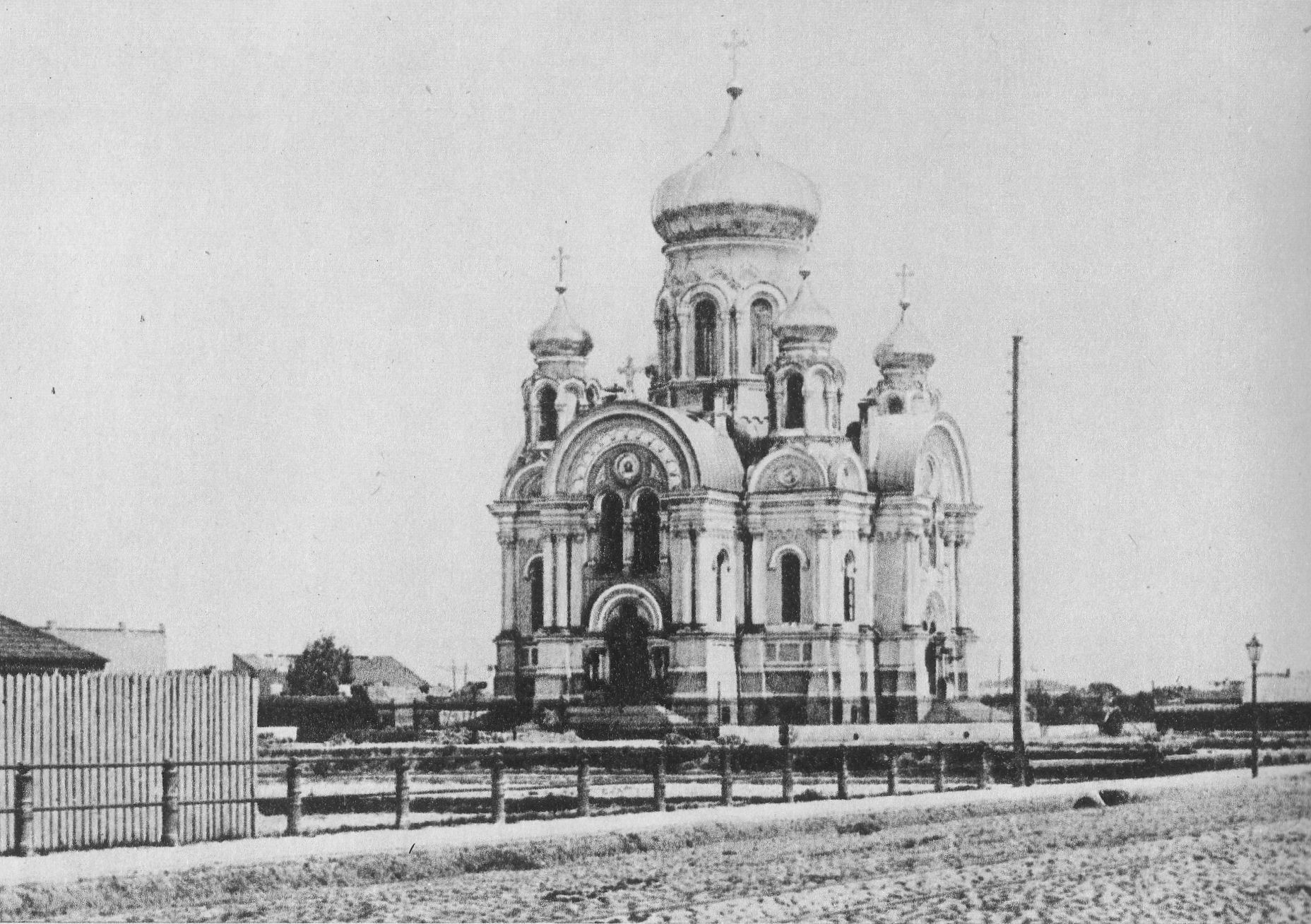
Sankta Maria Magdalena ortodoxa katedral år 1869.